# L'Univers de Jacques Demy
L'Univers de Jacques Demy (bra: O Universo de Jacques Demy) é um documentário francês dirigido por Agnès Varda, estreado em 1995 como uma homenagem ao cineasta Jacques Demy.

## Sinopse
Um documentário dirigido por Agnès Varda como homenagem a Jacques Demy, o diretor que compartilhou experiências profissionais e pessoais com Varda. Varda e Demy eram casados e tiveram filhos juntos. Uma revisão da obra de Demy como diretor, cineasta que compartilhou uma visão pessoal desde as mobilizações de Maio de 1968 que ambos compartilharam.
Varda recolhe a visão que outros tem de Demy como cineasta, reúne material que ambos compartilharam e o expõe à visão dos demais, os "atores" deste filme documentário, e os espectadores. Uma exposição de dois expoentes do cinema francês da Nouvelle vague.